# Мустафа III
Мустафа III, наричан Иновативния, е 26-ият султан на Османската империя. Той управлява империята от 30 октомври 1757 до смъртта си на 21 януари 1774 година.

## Произход
Син е на Ахмед III и Емине Михришах султан, с рождено име Жанет де Базору, французойка от семейство на католици.

## Управление
Мустафа III наследява братовчед си Осман III през 1757 г. Управлението му съвпада с т.нар. просветен абсолютизъм. Установява дипломатически отношения с Прусия.

### Външнополитически контекст
Още при поемането на управлението от Мустафа III се разразява Седемгодишната война в Европа. Предходно новият османски султан е живял в изолация в Кафеза 28 години. Още с възкачването си на престола започва да го преследва постоянния страх да не бъде отровен от синовете на Осман III. По тази причина непрекъснато и превантивно гълта противоотрови, което се отразява неблагоприятно на здравето му. Пристрастен е към астрономията, литературата и медицината.
Почти всички успехи в управлението си дължи на великия везир Рагъп паша, когото наследява в управлението. Рагъп паша следва мирна, балансирана и разумна имперска политика във всяко едно отношение.

### Последици
Управлението на Мустафа III в дългосрочен план е с най-трагичните последици в цялата история на Османската империя. Това е така най-вече заради вкоренения му стремеж на всяка цена да спечели една нова Руско-турска война, в която Русия на практика няма какво да губи, а и за конфликта изцяло готова се оказва не Османската, а Руската империя. За да постигне тази цел на живота и управлението си, Мустафа сменя последователно двама велики везири – Рагъп паша и Мехмед паша, но те категорично се противопоставят на една нова война с Русия.  Умира малко преди да види резултата на живота и политиката си – Кючуккайнарджийски мирен договор.
В религиозен план управлението на Мустафа е известно с толерирането на Фенер и т.нар. новогръцко просвещение, както и с ликвидирането на Охридската архиепископия и Печката патриаршия. По негово време е написана История славянобългарска (1762 г.), което според повечето трактовки бележи началото на българското възраждане.
Половин век след смъртта на Мустафа III, Османската империя моли по принуда руския самодържец да спасява империята, след като в началото на 1833 г. е застрашена от васален Египет, чийто управител Мохамед Али паша изпраща войските си срещу Константинопол. По искане на османците е подписан унизителният Ункярискелесийски договор, според който Русия изпраща на помощ свои кораби и 30-хиляден военен контингент, който предотвратява предстоящото нападение.

### Съпътстващи събития и наследник
При управлението на Мустафа III се появява нов феномен – кърджалийството. Също така продължава да се налага системата на маликяне, а властта на местните аяни на практика става неограничена.
Наследен е на престола от брат си Абдул Хамид I.